# ديفيد كونولي (كاتب)
ديفيد كونولي (باليونانية: Ντέιβιντ Κόνολι)‏ هو مترجم وكاتب يوناني، ولد في 1954 في شفيلد في المملكة المتحدة.